# Майлендер, Бернд
Бернд Майле́ндер (нем. Bernd Mayländer, род. 29 мая 1971, Вайблинген, Баден-Вюртемберг) — немецкий автогонщик, пилот машины безопасности в чемпионатах Формулы-1.

## Биография
Майландер не имеет постоянного контракта с FIA, в конце каждого гоночного уик-энда ему оплачивают потраченное время.
У него есть два сына близнеца, рождённые в 2018 году.

## Гоночная карьера
Начинал в конце 1980-х с картинга. В последующие годы прошёл через такие классы, как Формула Форд и кубок Порше. Продолжая свою карьеру в DTM и FIA GT, с 1995 года пилотировал преимущественно автомобили Mercedes-Benz.
В 2000 году в составе заводской команды Порше (Porsche Zentrum Koblenz), пилотируя Porsche 911 GT3-R, одержал победу в гонке на выносливость «24 часа Нюрбургринга».

## Формула-1
С 2000 года Бернд Майлендер является официальным пилотом машины безопасности во время проведения Гран-при автогонок класса «Формула-1». Принимает участие во всех гонках, за исключением Гран-при Канады 2001 года, где из-за травмы его заменял Марсель Фесслер, Гран-при США 2002 и Гран-при Майами 2024.
Среди самых запоминающихся гонок Майлендера — Гран-при Австралии 2006 года, когда пейс-кар лидировал большее количество кругов, чем кто-либо из гонщиков, за исключением победителя, Фернандо Алонсо; Гран-при Японии 2007 года и Гран-при Кореи 2010 года, когда пейс-кар вёл пелетон в сильный дождь 20 и 26 кругов соответственно.

## Прочие проекты
В мае 2005 года принял участие в рекордном заезде (100 тыс. миль круглосуточно в течение 30 дней) на предсерийных дизельных автомобилях Mercedes-Benz E320 CDI, организованном компанией-производителем.